# 대종교 (경주시)
대종교(大鍾橋)는 대한민국의 경상북도 경주시 감포읍과 양북면을 연결하는 대종천의 다리이다. 국도 제31호선의 일부 구간이기도 하다.